# ザ・リトル・ウィリーズ

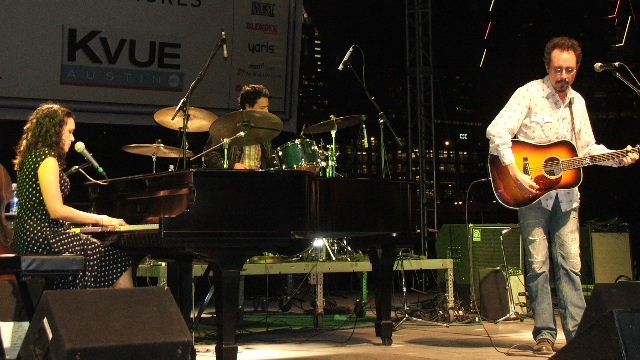
2006年にSXSWで演奏するザ・リトル・ウィリーズ。左から：ノラ・ジョーンズ、ダン・リーザー、リチャード・ジュリアン

ザ・リトル・ウィリーズ は2003年に結成されたバンド。ピアノとボーカルのノラ・ジョーンズ、ボーカルのリチャード・ジュリアン、ギターのジム・カンピロンゴ、ベースのリー・アレキサンダー 、ドラムのダン・リーザーからなる。
グループは、カントリー音楽の古い曲を愛するメンバーにより結成された。メンバーたち自身の仕事の合間をぬって、彼らは最初の公演をニューヨーク市にあるリビング・ルームで行なった。この公演につづき、ナショナル・パブリック・ラジオの WFUVのための慈善コンサートを含め、一連の企画が行なわれる。この「緩やかにつながった集団」のファンの規模は次第におおきくなり、リトル・ウィリーズ自身の名前を冠したデビュー・アルバムが発表されると、彼らの人気はさらに高まった。
彼らの最初のアルバムでカバーされた曲は、フレッド・ローズ「ローリー・ポーリー（Roly Poly） 」、 ハンク・ウィリアムズ「生きてこの世は出られない（I'll Never Get Out of This World Alive）」、ウィリー・ネルソン「酔わねばならない（I Gotta Get Drunk） 」「ナイトライフ（Nightlife） 」、タウンズ・ヴァン・ザント「居場所がないとき（No Place to Fall） 」、クリス・クリストファーソン「ありうるなかで最高の世界（Best of All Possible Worlds） 」。ジョン・メッツガーの評によれば、カバー曲を自身のオリジナルな曲と混ぜ合わせるこのバンドは、「ときとして純金の鉱脈を掘り当てる親しみやすい集団」となっている。 
彼らの2枚めのアルバムは2012年1月に発表され、「ジョニー・キャッシュ、クリス・クリストファーソン、ドリー・パートン、ロレッタ・リン、その他多くの南部の伝説的音楽家たちの曲をカバーしている」。

## ディスコグラフィー

### アルバム
| タイトル                                           | アルバムの詳細                                  | チャート上の最高 順位 | チャート上の最高 順位 |
| タイトル                                           | アルバムの詳細                                  | 米国（カントリー）    | 米国                  |
| -------------------------------------------------- | ----------------------------------------------- | --------------------- | --------------------- |
| ザ・リトル・ウィリーズ（The Little Willies）       | - 発表日：2006年3月7日 - レーベル：Milking Bull | 10                    | 48                    |
| フォー・ザ・グッド・タイムス（For the Good Times） | - 発売日：2012年1月6日 - レーベル：Milking Bull | 9                     | 45                    |